# (pronounced 'lĕh-'nérd 'skin-'nérd)
Az 1973-as (pronounced 'lĕh-'nérd 'skin-'nérd) a Lynyrd Skynyrd amerikai rockegyüttes debütáló nagylemeze. 2001-ben jelent meg bővített kiadása néhány szám demóverziójával. 2003-ban a Rolling Stone magazin Minden idők 500 legjobb albuma listáján a 401. lett. Szerepel az 1001 lemez, amit hallanod kell, mielőtt meghalsz című könyvben. Hozzávetőleg kétmillió példányban kelt el világszerte.

## Az album dalai
| 1. | I Ain't the One   | Gary Rossington, Ronnie Van Zant    | 3:53 |
| 2. | Tuesday's Gone    | Allen Collins, Rossington, Van Zant | 7:32 |
| 3. | Gimme Three Steps | Collins, Van Zant                   | 4:30 |
| 4. | Simple Man        | Rossington, Van Zant                | 5:57 |

| 1. | Things Goin' On | Rossington, Van Zant           | 5:00 |
| 2. | Mississippi Kid | Al Kooper, Van Zant, Bob Burns | 3:56 |
| 3. | Poison Whiskey  | Ed King, Van Zant              | 3:13 |
| 4. | Free Bird       | Collins, Van Zant              | 9:18 |

| 9.  | Mr. Banker (demó)        | Rossington, Van Zant, King    | 5:23  |
| 10. | Down South Jukin' (demó) | Rossington, Van Zant          | 2:57  |
| 11. | Tuesday's Gone (demó)    | Rossington, Collins, Van Zant | 7:56  |
| 12. | Gimme Three Steps (demó) | Collins, Van Zant             | 5:20  |
| 13. | Free Bird (demó)         | Collins, Van Zant             | 11:09 |

## Közreműködők
- Ronnie Van Zant – ének
- Gary Rossington – szólógitár a Tuesday's Gone, Gimme Three Steps, Things Goin' On, Poison Whiskey és Simple Man dalokon, ritmusgitár a többi dalon, slide gitár a Free Bird-ön
- Allen Collins – szólógitár az I Ain't The One-on és a Free Bird-ön, ritmusgitár a többi dalon
- Ed King – szólógitár a Mississippi Kid-en, basszusgitár (kivéve a Mississippi Kid és Tuesday's Gone dalokat)
- Billy Powell – billentyűk
- Bob Burns – dob, kivéve a Tuesday's Gone-t
- Leon Wilkeson – basszusgitár

### További zenészek
- Al Kooper (Roosevelt Gook) – basszusgitár, mellotron és harmónia a Tuesday's Gone-on, mandolin és basszusdob a Mississippi Kid-en, orgona a Simple Man-en, a Poison Whiskey-n és a Free Bird-ön, mellotron a Free Bird-ön
- Robert Nix – dob a Tuesday's Gone-on
- Bobbye Hall – ütőhangszerek a Gimme Three Steps és Things Goin' On dalokon
- Steve Katz – szájharmonika a Mississippi Kid-en

## Fordítás
Ez a szócikk részben vagy egészben a (Pronounced 'Lĕh-'nérd 'Skin-'nérd) című angol Wikipédia-szócikk ezen változatának fordításán alapul.  Az eredeti cikk szerkesztőit annak laptörténete sorolja fel. Ez a jelzés csupán a megfogalmazás eredetét és a szerzői jogokat jelzi, nem szolgál a cikkben szereplő információk forrásmegjelöléseként.